# 古川龍生
古川 龍生（ふるかわ りゅうせい、1893年6月10日 - 1968年5月23日）は、日本の版画家。本名・龍夫。

## 経歴
栃木県下都賀郡桑村大字羽川（現在の小山市羽川）出身。栃木県立宇都宮中学校、逗子開成中学校を経て、25歳の時に東京美術学校（現在の東京芸術大学）日本画科予科に入学した。1924年に東京美術学校日本画科を卒業した。卒業後は版画に取り組み、1924年に第6回日本創作版画協会展に木版画が入選した。東京美術学校卒業後は教師として働きながら作品を制作し、日本創作版画協会や春陽会に出品した。
1932年ロサンゼルスオリンピックの芸術競技に"A Pose of a Woman Golfer (in Reposing)"と"A Pose of a Woman Golfer (in Striking)"（ともに和題不明）と題する作品を出品し、1936年ベルリンオリンピックの芸術競技に「ゴルフ」と題する作品を出品した。
「昆虫戯画巻」は、1934年にパリで開かれた現代日本版画展においてルーブル美術館が購入した。また、出品された作品の一部はパリ国立図書館に収蔵されている。
1937年に病気療養のため作品制作を中断。その後、1944年には戦争激化に伴い地元の羽川に疎開し、地元の農業振興に貢献した。
1951年に版画制作を再開し、亡くなる1968年まで続けた。